# مارغريت توماس
مارغريت توماس (بالإنجليزية: Margaret Thomas)‏ هي رسامة أسترالية، ولدت في 23 ديسمبر 1842 في كرويدون في المملكة المتحدة، وتوفيت في 24 ديسمبر 1929.